# Csesztve
Csesztve è un comune dell'Ungheria di 330 abitanti (dati 2001). È situato nella contea di Nógrád.